# صلیب جنگ برای تهور نظامی (ایتالیا)
صلیب جنگ برای تهور نظامی (ایتالیایی: Croce di guerra al valor militare) یک مدال ایتالیایی برای شجاعت و دلاوری در جنگ است.
این مدال به شکل یک صلیب یونانی برنزی است که روی آن عبارت «برای شجاعت نظامی» حک شده‌است و پشت آن یک ستارهٔ ۵ پَر وجود دارد. این مدال به یک نوار روبانی آبی‌رنگ متصل است.